# Ô tác Kori
Ô tác Kori (danh pháp khoa học: Ardeotis kori) là một loài chim trong họ Ô tác. Ô tác Kori nó được tìm thấy trên khắp miền nam châu Phi, ngoại trừ trong các khu vực có mật độ cây cối rậm rạp. Chúng phổ biến trong Botswana, Namibia, miền nam Angola, tại các địa phương trong Zimbabwe, it ở phía tây nam Zambia, miền nam Mozambique và đông Nam Phi. Một quần thể gián đoạn về địa lý ở sa mạc và thảo nguyên Tây Bắc châu Phi. Ở đây, phạm vi loài từ cực nam Sudan, phía bắc Somalia, Ethiopia qua khắp Kenya (trừ khu vực ven biển), Tanzania và Uganda. Ô tác Kori dài cm, sải cánh dài cm, cân nặng.
Chim trống dài 120 đến 150 cm, cao 71–120 cm và có sải cánh dài khoảng 230 đến 275 cm. Tính trung bình, chim trống nặng khoảng 10,9–16 kg, trung bình 13,5 kg, nhưng có con đặc biệt có thể nặng tới 20 kg. Chim mái cân nặng trung bình 4,8 đến 6,1 kg, chiều dài chim mái từ 80 đến 120 cm và thường cao dưới 60 cm và có sải cánh dài ít hơn 220 cm. Kích thước cơ thể nói chung là lớn hơn ở quần thể miền nam châu Phi và khối lượng cơ thể có thể khác nhau dựa trên các điều kiện mưa.